# فعل مبني للمجهول
تنقسم الأفعال إلى مبني للمجهول وفعل مبني للمعلوم، والثاني هو ما عُلم فاعله وذُكر في الكلام، والفعل المبني للمجهول وفعل ما لم يسم فاعله هو كل فعل لم يُعلم فاعله، أي مجهول. وينوب عنه عادة المفعول به ويكون مرفوعا ويعرب نائب فاعل، وإذا دخل على جملة تسمى جملة مبنية للمجهول، وهو يأتي في الفعل الماضي والفعل المضارع ولكنه لا يأتي في فعل الأمر مطلقاً.

## أحكامه

### في الفعل المضارع
1. إذا كان هذا الفعل المضارع ماضيه ثلاثة حروف:
- إذا كان فعلا صحيحًا يُضم أوله ويفتح ما قبل آخره (يكتب: يُكتَب).
- إذا كان فعلا أجوفا يُضم أوله ثم يُقلب حرف العلة إلى ألف (يقول: يُقال).
- إذا كان فعلا ناقصا يُضم أوله ويُقلب حرف العلة إلى ألف (يدعي: يُدعى).

2. وإذا كان فعلا مضارعا ماضيه فوق الثلاثي:
- يُفتح ما قبل الآخر بعد ضم حرف المضارعة (يستعمل: يُستعمَل).
- يجب مراعاة الفعل الناقص والأجوف حيث ينقلب حرف العلة في كل منهما إلى ألف.

### في الفعل الماضي
1. إذا كان الفعل جذره ثلاثيا:
- إذا كان ماضيا صحيحا فإننا نضم أوله ونكسر ما قبل الآخر مثل (فتح: فُتِح).
- إذا كان معتلا أجوفا قلب حرف العلة إلى ياء وكسر أوله مثل (قال: قِيل).
- إذا كان معتلا ناقصا قلب الحرف الأخير ياء بعد ضم أوله وكسر ما قبل الآخر مثل (أتى: أُتيَ).

2. إذا كان الفعل الماضي فوق الثلاثي:
- نكسر ما قبل الآخر ثم نضم الحرف المتحرك قبله، مع مراعاة الفعل الأجوف والناقص فإن الحرف المعتل في كل منهما ينقلب إلى ياء.

## كيفية البناء
لتحويل فعل مبني للمعلوم لفعل مبني للمجهول نتبع الخطوات الآتية:
- نحذف الفاعل من الجملة.
- نجعل المفعول به نائبا عن الفاعل ومرفوعا مثل الفاعل.
- نجري التغيير اللازم على الفعل حسب نوعه وكما هو موضح سابقا.

مثال: «كتب الولد الدرس» تتحول إلى «كُتِبَ الدرسُ».